# DSC Arminia Bielefeld
Maillots
Actualités
L'Arminia Bielefeld (nom complet : Deutscher Sportclub Arminia Bielefeld e. V.) est un club sportif fondé le 3 mai 1905 et basé à Bielefeld en Allemagne. Outre le football, il propose le hockey sur gazon, le patinage artistique, le billard ou le sport sur fauteuil roulant. Les couleurs du club sont le bleu, le blanc et le noir. Le nom Arminia est une référence au prince Arminius, vainqueur de l'armée romaine lors de la bataille de Teutobourg .

## Histoire
L'Arminia Bielefeld a connu huit promotions en 1. Bundesliga (fondée en 1963) et autant de relégations. La saison 2024-2025 est sa 5e en 3. Liga et sa 21e en 3e échelon du football allemand au total. Le club connaît une de ses meilleures périodes dans les années 1920, remportant deux championnats de l'Ouest de l'Allemagne consécutifs (ce qui signifia la participation à la phase finale du Championnat d'Allemagne de football avec six ou sept autres équipes) et sept championnats de Westphalie d'affilée. Les autres phases remarquables sont les cinq saisons consécutives en 1. Bundesliga de 1980 à 1985 puis les cinq autres entre 2004 et 2009. L'Arminia a connu 19 saisons en 1. Bundesliga et 22 saisons en 2. Bundesliga (fondée en 1974) au total et n'a jamais évolué au 4e échelon du football allemand.

### Dates clés jusqu'à 2004
- 1905 : fondation du club (le 3 mai) sous le nom de 1. Bielefelder FC Arminia
- 1906 : l'Arminia commence à prendre part aux ligues (d'abord dans une ligue avec seulement trois autres équipes - toutes d'Osnabrück)
- 1907 : fusion avec le FC Siegfried Bielefeld en 1. Bielefelder FC Arminia
- 1912 : l'Arminia remporte son premier championnat de la Westphalie (dans une finale contre BV Dortmund 04)
- 1919 : fusion avec le Bielefelder Turngemeinde 1848 en TG Arminia Bielefeld
- 1922 : participation à la phase finale du Championnat d'Allemagne de football (éliminé au premier tour par FC Wacker Munich)
- 1922 : fermeture de la TG Arminia Bielefeld et refondation du club sous le nom de 1. Bielefelder FC Arminia
- 1923 : participation à la phase finale du Championnat d'Allemagne de football (éliminé au premier tour par Union Oberschöneweide)
- 1925 : un match entre l'Arminia et SC Preußen Münster est le premier match de football diffusé en direct à la radio allemande
- 1926 : le club est renommé DSC Arminia Bielefeld
- 1933 : restructuration des ligues allemandes : l'Arminia évolue en Gauliga Westfalen, la nouvelle ligue supérieure de la Westphalie
- 1934 : l'Arminia est relégué en Bezirksliga Ostwestfalen
- 1938 : remonté en Gauliga Westfalen
- 1943-1945 : formation d'une équipe ensemble avec les rivaux du VfB 03 Bielefeld à cause de la guerre[3]
- 1946 : une saison en Landesliga, relégué en "Bezirksliga Westfalen, Gruppe Bielefeld/Lippe"
- 1949-1950 : une saison en Oberliga West
- années 1950 : des saisons en "2. Liga West", "Landesliga Westfalen, Gruppe Ostwestfalen", "Verbandsliga Westfalen, Gruppe Ostwestfalen" et "Verbandsliga Westfalen, Gruppe Nordost"
- 1962 : promotion en 2. Liga West
- 1963 : qualification pour la nouvelle Regionalliga West (2e échelon du football allemand, directement sous la nouvelle Bundesliga)
- 1970 : promotion en Bundesliga
- 1971 : Scandale des matchs truqués en Bundesliga
- 1972 : pour conséquence de ce scandale, l'Arminia est relégué en Regionalliga West (encore 2e échelon du football allemand)
- 1974 : qualification pour la nouvelle 2. Bundesliga Nord[4]
- 1978 : promotion en Bundesliga
- 1979 : l'Arminia est relégué en 2. Bundesliga Nord
- 1980 : promotion en Bundesliga
- 1983/1984: l'Arminia termine deux saisons au 8e rang de la Bundesliga
- 1985 : l'Arminia est relégué en 2. Bundesliga
- 1988 : l'Arminia est relégué en Oberliga Westfalen
- 1994 : qualification pour la nouvelle Regionalliga West/Südwest (nouveau 3e échelon du football allemand)
- 1995 : promotion en 2. Bundesliga
- 1996 : promotion en Bundesliga
- 1998 : l'Arminia est relégué en 2. Bundesliga
- 1999 : promotion en Bundesliga
- 2000 : l'Arminia est relégué en 2. Bundesliga
- 2002 : promotion en Bundesliga
- 2003 : l'Arminia est relégué en 2. Bundesliga
- 2004 : promotion en Bundesliga[5]

### L'histoire se répète (2004-2011)
Encore une fois, cinq saisons consecutives en Bundesliga sonst suivis par un déclin jusqu'au 3e échelon du football allemand. Les premières saisons en Bundesliga sont très stables et Arminia parvient en demi-finale du DFB-Pokal deux fois (en 2005 battu 0-2 par Bayern Munich à Bielefeld, en 2006 battu 1-0 par Eintracht Francfort à Francfort), mais l'équipe a de plus en plus du mal à se maintenir dans la ligue et les licenciements d'entraîneurs sont de plus en plus fréquents. La construction de la nouvelle tribune Est depuis 2007 aussi pose les bases des problèmes financiers des années suivantes.
Les joueurs qui marquent cettes saisons en Bundesliga sont Mathias Hain, Fatmir Vata, Petr Gabriel et pour quelques saisons Isaac Boakye, Delron Buckley, Sibusiso Zuma, Heiko Westermann et Artur Wichniarek. Dennis Eilhoff, Jonas Kamper et Radim Kučera restent dans le club aussi après la relégation en 2. Bundesliga en 2009. En particulier remarquable sont Rüdiger Kauf (dans le club de 2001 à 2011) et Markus Schuler qui reste dans le club aussi après la relégation en 3. Liga en 2011.

### L'ère Fabian Klos (2011-2024)
En 2011, l'équipe est presque entièrement reconstruite avec des nouveaux joueurs qui marquent les saisons suivantes. La saison 2011-2012 commence très difficilement, mais en 2013 l'Arminia remonte en 2. Bundesliga. Lors de la saison 2013-2014 de 2. Bundesliga, l'Arminia Bielefeld termine à la seizième place (sur dix-huit), ce qui le qualifie en barrages de relégation de 2. Bundesliga, où il est opposé au SV Darmstadt 98. Le 16 mai 2014, lors du match aller au Stadion am Böllenfalltor de Darmstadt, il s'impose sur le score de trois buts à un. Malheureusement, lors du match retour le 19 mai 2014, l'Arminia s'incline sur son terrain sur le score de deux buts à quatre après prolongations et, par la règle des buts marqués à l'extérieur, est relégué en 3. Liga, une saison seulement après l'avoir quittée.
En 2014-2015, l'Arminia parvient en demi-finale du DFB-Pokal après avoir éliminé trois équipes de la 1.Bundesliga, mais est battu 0-4 par VfL Wolfsburg à Bielefeld. En plus, l'Arminia remonte de nouveau en 2. Bundesliga en gagnant le championnat de la 3. Liga. Après une saison très stable les saisons suivantes sont très changeantes: Tantôt l'équipe se trouve parmi les candidates pour la promotion, tantôt elle lutte contre la relégation. En juin 2020, l'Arminia remporte la 2. Bundesliga malgré la concurrence de Hambourg SV et VfB Stuttgart - deux clubs avec des gros moyens - avec dix points d'avance sur le deuxième, et est promu en Bundesliga.
Arminia est le club avec le plus faible budget en Championnat d'Allemagne de football 2020-2021, mais termine au 15e rang après une victoire à l'extérieur à Stuttgart avec le dernier match. La saison 2021-2022 s'avère encore plus difficile. Arminia termine au 17e rang et est relegué en 2. Bundesliga. L'année suivante, l'Arminia est même relégué en 3. Liga. Elle termine la saison au 15e rang. Fabian Klos quitte l'Arminia à la fin de la saison.
Le club retrouve des couleurs en 2024-2025 sous la houlette de Michél Kniat. En effet, l'Arminia domine la 3. Liga qu'elle termine à la première place avec 72 points, lui permettant de retrouver la 2. Bundesliga. Sur la scène nationale, le club atteint la finale de la coupe d'Allemagne à la surprise générale, en battant notamment le Bayer Leverkusen, champion sortant de la Bundesliga, en demi-finale. La finale se tient le 24 mai 2025 au stade olympique de Berlin face au VfB Stuttgart.

## Palmarès
- Coupe d'Allemagne :
  - Finaliste : 2025
- Championnat d'Allemagne de deuxième division (2) :
  - Champion : 1999  et 2020
  - Vice-champion : 1996, 2002 et 2004.
- Championnat d'Allemagne de deuxième division Nord (2) :
  - Champion : 1978 et 1980.
  - Vice-champion: 1977.
- Championnat d'Allemagne de troisième division (2) :
  - Champion : 2015 et 2025.
- Championnat d'Allemagne de l'Ouest (2) :
  - Champion : 1922, 1923
- Championnat de la Westphalie (11) :
  - Champion : 1912, 1921, 1922, 1923, 1924, 1925, 1926, 1927, 1933, 1962, 1990 (les derniers deux championnats ne signifient que des championnats des ligues inférieures)

## Identité visuelle

Historique des logos du DSC Arminia Bielefeld
1905–1922
1922–1949
1975–2000

autres variantes des logos du DSC Arminia Bielefeld
Logo dans le bouclier sous forme de blason1975–1985

## Joueurs et personnalités du club

### Le onze du siècle
En 2005, à l'occasion des 100 ans du club, près de 5 000 supporters ont élu le onze du siècle du club, ainsi qu'un banc des remplaçants, l'entraîneur et le président.
| - Uli Stein - Günther Schäfer - Dieter Schulz - Thomas Stratos - Walter Claus-Oehler - Frank Pagelsdorf - Thomas von Heesen - Norbert Eilenfeldt - Bernd Kirchner - Bruno Labbadia - Ewald Lienen | - Wolfgang Kneib - Thomas Helmer - Arne Friedrich - Helmut Schröder - Silvio Meißner - Billy Reina - Fritz Walter - Ernst Middendorp | le onze du siècle |

### Joueurs célèbres
- Jörg Böhme
- Dieter Burdenski
- Arne Friedrich
- Thomas Helmer
- Rüdiger Kauf
- Fabian Klos
- Wolfgang Kneib
- Stefan Kuntz
- Bruno Labbadia
- Stefan Ortega Moreno
- Patrick Owomoyela
- Tobias Rau
- Uli Stein
- Andreas Voglsammer
- Thomas von Heesen
- Fritz Walter
- Heiko Westermann
- Delron Buckley
- Sibusiso Zuma
- Ervin Skela
- Jonathan Clauss
- Pasi Rautiainen
- Isaac Boakye
- Stefanos Kapino
- Karim Bagheri
- Ali Daei
- Ritsu Doan
- Kazuo Ozaki
- Cha Du-ri
- Abdelaziz Ahanfouf
- Sonny Silooy
- Artur Wichniarek
- Chris Katongo

La plupart des joueurs célèbres ont connu leurs plus grands succès avant ou après leurs saisons à l'Arminia. Walter Claus-Oehler (1923), Stefan Kuntz (1996), Ronald Maul (1999) et Patrick Owomoyela (2004) étaient (aussi) selectionnés pour l'équipe d'Allemagne pendant ses saisons à l'Arminia. Le joueur ayant joué le plus de matches pour son équipe nationale (Iran) pendant ses saisons à l'Arminia (1997-2000) est Karim Bagheri (28 fois), en particulier à la Coupe du monde de football 1998 avec son coéquipier Ali Daei.

## Autres équipes

### Équipe III
La troisième équipe masculine a joué en Landesliga de 2007 à 2011. L'équipe, entraînée par Miron Taj, a été l'équipe III la mieux classée, avec le  Hamburger SV et le BSC, après le Werder Brême. Après la descente lors de la saison 2010/11,l'équipe a été dissoute.